# Battir
Battir (àrab: بتير, Battīr) és un municipi palestí en la governació de Betlem al centre de Cisjordània, situat 6,4 kilòmetres a l'oest de Betlem. Segons l'Oficina Central d'Estadístiques de Palestina (PCBS), tenia 4.993 habitants en 2016. Es troba a uns 760 m sobre el nivell del mar.
L'antiga Betar, de la que en pren el nom Battir, era un poble i fortalesa jueva del segle ii, el lloc de la batalla final de la revolta de Bar Kokhba. Va ser habitada durant els períodes islàmic i romà d'Orient, i en els censos del Mandat otomà i britànic la seva població es va registrar com a musulmana principalment. Battir està situada en el recorregut del ferrocarril de Jaffa-Jerusalem, que va servir com la línia d'armistici entre Israel i Jordània des de 1949 fins a la Guerra dels Sis Dies, quan va ser capturada per Israel. En temps anteriors, la ciutat estava al llarg del recorregut de Jerusalem a Bayt Jibrin. El 2007 estava sota el control de l'Autoritat Nacional Palestina.

## Demografia

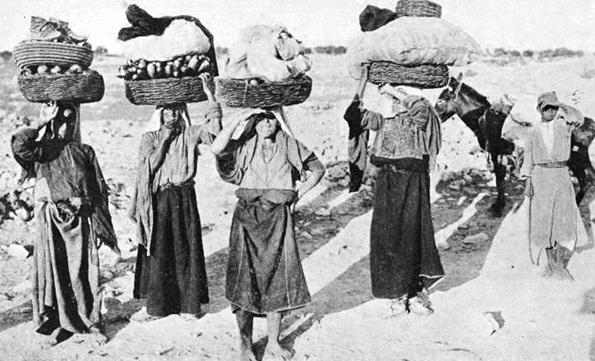
Dones de la vila anant al mercat, 1913

Segons el cens de Palestina de 1931 Battir tenia 172 cases i una població de 758 habitants; 755 musulmans, dos cristians i un jueu. Fou incrementada a 1.050 musulmans en 1945. La població en el cens de 1967 era de 1.445 habitants. En 2007, Battir tenia 3.967 habitants, i en 2012 la població s'estimava en 4.500.

## Arqueologia

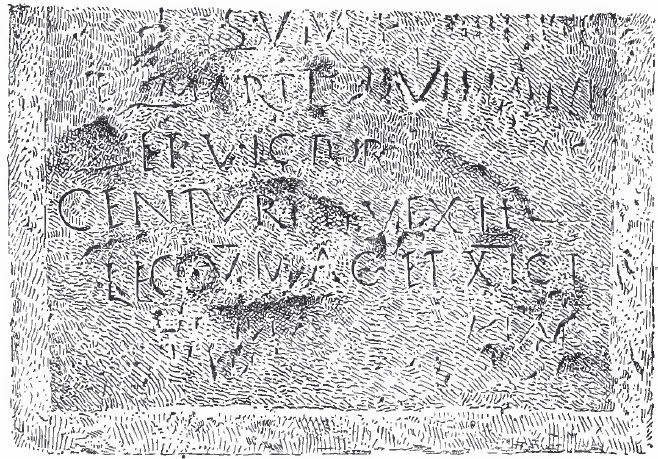
Inscripció romana trobada a prop de Battir, que esmenta les Legions romanes V i XI

Un antic bany romà alimentat per una font es troba al mig del poble. L'arqueòleg D. Ussishkin data data el poble de l'edat del ferro i afirma que en el moment de la Revolta hi havia un poble d'entre una i dues mil persones escollit per Bar Kochba per la seva font, posició defensable del turó i proximitat al principal carretera Jerusalem-Gaza. També es va descobrir una inscripció romana prop d'una de les fonts naturals de la ciutat en què es van inscriure els noms de la Legió V Macedònica i la Legió XI Clàudia, legions que presumiblement van participar en el setge de la ciutat durant el regnat d'Hadrià.
No hi ha cap evidència d'habitatge en el període immediatament posterior a la Revolta. Es va trobar un mosaic de finals de l'època romana d'Orient o començament de l'era otomana a Battir.

## Història

### Antiguitat
Battir ha estat identificada com el lloc de l'antiga Betar (també anomenat Beiter). El poble palestí modern està construït al voltant de l'antic lloc Khirbet el-Yahud (en àrab "ruïna dels jueus") i "s'identifica per unanimitat amb Betar, l'últim bastió de la Segona Revolta contra els romans, on el seu líder, Bar Kokhebà, hi va trobar la seva mort el 135." "Una moderna terrassa agrícola segueix la línia de l'antiga muralla de fortificació". Hi ha una tradició que el poble també és el lloc de la tomba del savi tanaic Eleazar de Modi'im.

### Era Moderna
En 1596 Battir apareix als defter otomans com a parat de la nàhiya d'al-Quds al liwà d'al-Quds. Tenia una població de 24 llars musulmanes i dos solters, i pagava taxes sobre blat, collites d'estius, fruiters i cabres o ruscs.
L'explorador francès Victor Guérin va visitar el lloc en la dècada del 1860, mentre que una llista de pobles otomans d'aproximadament 1870 va mostrar que Battir tenia 239 habitants, en un total de 62 cases, tot i que el recompte de població incloïa només homes. També es va assenyalar que tenia «una bella deu que fluïa pel pati de la mesquita.»
En 1883 el Survey of Western Palestine del Fons per a l'Exploració de Palestina descrivia Battir com un poble de mida moderada, a la costa precipitada d'una vall profunda.
En 1896 la població de Bettir s'estimava en unes 750 persones.
Al segle xx, el desenvolupament de Battir va estar vinculat a la seva localització al costat del ferrocarril de Jaffa-Jerusalem, que va proporcionar accés al mercat i als ingressos dels passatgers que van desembarcar per refrescar-se en el camí. Durant la guerra de 1948 la majoria dels habitants del poble havien fugit, però Mustafa Hassan i alguns altres es van quedar. A la nit encenien espelmes a les cases, i al matí treien el bestiar. Quan s'apropaven al poble, els israelians pensaven que Battir encara estava habitat i va abandonar l'atac. La línia de l'armistici fou dibuixada prop del ferrocarril, i Battir acabà a pocs metres a l'est de la frontera entre Jordània i Israel. Almenys el 30% de la terra de Battir es troba al costat israelià de la Línia Verda, però als vilatans se'ls va permetre mantenir-la a canvi d'evitar danys al ferrocarril, quedant així com els únics palestins autoritzats oficialment a entrar a Israel i treballar les seves terres abans de la Guerra dels Sis Dies.
Després de la Guerra dels Sis Dies de 1967 va romandre sota l'ocupació israeliana. En 1970 dos coets Katusha foren llançats des de la vila fins a Jerusalem. Des de la signatura de l'Acord d'Oslo II en 1995, ha estat administrat per l'Autoritat Nacional Palestina (ANP). Battir es regeix per un consell de vila que actualment està administrat per nou membres nomenats per l'ANP.
Battir disposa d'un únic sistema de reg que utilitza terrasses artificials i un sistema de desviament manual de l'aigua a través de les portes d'esclusa. La xarxa de l'era romana encara està en funcionament, alimentada per set fonts que han proporcionat aigua fresca durant 2.000 anys. El sistema de reg passa per una vall escarpada propera a la línia verda on es va establir una secció de l'otomà ferrocarril de Hejaz . Els vuit clans principals de Battir s'apropen cada dia per regar els cultius del poble. Per tant, una dita local diu que diu que a Battir «una setmana dura vuit dies, no set.» Segons l'antropòleg Giovanni Sontana de la UNESCO, «Hi ha pocs, si n'hi ha, llocs en la regió immediata on roman aquest mètode tradicional d'agricultura, no només intacte, sinó com a part funcional del poble.»

## Agermanaments
- Luton, Regne Unit[29]